# Schenkia exigua
Schenkia exigua är en stekelart som först beskrevs av Heinrich Habermehl 1909.
Schenkia exigua ingår i släktet Schenkia och familjen brokparasitsteklar. Inga underarter finns listade i Catalogue of Life.